# Shiloh (Comtat de Richland)
Shiloh és una població del Comtat de Richland (Ohio) als Estats Units d'Amèrica. Segons el cens dels Estats Units del 2000 tenia 721 habitants.

## Demografia
Segons el cens del 2000, Shiloh tenia 721 habitants, 246 habitatges, i 200 famílies. La densitat de població era de 305,9 habitants per km².
Dels 246 habitatges en un 40,2% hi vivien nens de menys de 18 anys, en un 62,2% hi vivien parelles casades, en un 12,2% dones solteres, i en un 18,3% no eren unitats familiars. En el 15,9% dels habitatges hi vivien persones soles el 5,7% de les quals corresponia a persones de 65 anys o més que vivien soles. El nombre mitjà de persones vivint en cada habitatge era de 2,93 i el nombre mitjà de persones que vivien en cada família era de 3,24.
Per edats la població es repartia de la següent manera: un 30,4% tenia menys de 18 anys, un 10,3% entre 18 i 24, un 28,7% entre 25 i 44, un 21,2% de 45 a 60 i un 9,4% 65 anys o més.
L'edat mediana era de 32 anys. Per cada 100 dones de 18 o més anys hi havia 100 homes.
La renda mediana per habitatge era de 30.750 $ i la renda mediana per família de 32.778 $. Els homes tenien una renda mediana de 27.431 $ mentre que les dones 20.000 $. La renda per capita de la població era de 12.623 $. Aproximadament el 12,4% de les famílies i el 17,3% de la població estaven per davall del llindar de pobresa.